# Dumitru-Verginel Gireadă
Dumitru-Verginel Gireadă (n. 3 octombrie 1968) este un politician român, deputat în Parlamentul României în mandatul 2012-2016, din partea USL Botoșani.
În perioada 2004-2012, a fost primar în comuna Mihai Eminescu din județul Botoșani.
Fost mecanic și patron de firmă agricolă, Gireadă a ajuns primar în comuna sa natală, Mihai Eminescu din Botoșani.
Din 2013, la 44 de ani, Verginel Gireadă este student la Științe Politice, la Universitatea Petre Andrei din Iași.

## Condamnare penală
În aprilie 2012 a fost condamnat definitiv la doi ani de închisoare cu suspendare pentru însușirea prin fals în documente a unui teren din localitate.